# 虎硬
虎硬（とらこ、1986年1月12日 - ）は、日本のイラストレーター、デザイナー。男性。
同人レーベル「project百化」主宰。京都芸術大学 芸術学部 情報デザイン学科 准教授、 同 通信教育部 芸術学部 デザイン学科 イラストレーションコース研究室 コース主任。

## 主な作品・活動

### イラスト
- [サラリーマンNEO] －オープニングアニメ背景（2008年2月）
- 『祭』project百化 －表紙イラスト（2009年2月）
- 『骨、家へかる』三角みづ紀／講談社Birth －表紙イラスト・挿絵（2009年6月）
- NHK ハイビジョン特集 時道中江戸芝居 －挿入アニメ背景（2009年6月）
- 『戦』project百化 －表紙イラスト（2010年2月）
- 『ヤヌス』うえむらちか／講談社Birth －表紙イラスト・挿絵（2010年4月）
- 『泥pond』project百化 －漫画（2010年5月）
- 『pixiv ART WORKS Solid State Square』ピクシブ株式会社 －イラスト掲載（2010年6月）
- 『デルタフォース』project百化 －漫画（2010年11月）
- 『暫-SHIBARAKU-vol.1』 －漫画（2010年11月）
- 『音』project百化 －表紙イラスト（2011年2月）
- 『センタブル創刊号』project百化 －漫画・裏表紙イラスト（2011年5月）
- 『pixiv年鑑2011』エンターブレイン －イラスト掲載（2011年10月）
- 『暫-SHIBARAKU-vol.2』 －イラスト（2011年10月）
- 『AiAe』DJ'TEKINA//SOMETHING(a.k.aゆよゆっぺ) －イラスト・PV（2012年3月）
- 『同人誌紹介アニメ 第一回ティアレポTV』project百化制作 －動画・脚本・監督（2012年3月）
- 『Baby Maniacs』八王子P －イラスト（2012年6月）
- 『ウ・キ・ウ・キ★ミッドナイト』BABYMETAL／アレンジ：ゆよゆっぺ －イラスト（2012年6月）
- 『MdN』2012年8月号／MdN －作品掲載（2012年7月）
- 『EXIT TUNES PRESENTS Megurhythm feat. 巡音ルカ』EXIT TUNES －店舗特典イラスト（2012年7月）
- 江尾十七夜ポスター －ポスター用イラスト（2012年8月）
- Google+ Cover Project －キャンペーン画集用イラスト、関連グッズイラスト（2012年8月）
- 「TORImag」今井出版 －漫画（2012年8月）
- 『MdN』2012年11月号／MdN －イラストメイキング（2012年10月）
- 『アーバン戯画ルド』アーバンギャルド／2.5D －ポストカード用イラスト（2012年10月）
- 「古代寺江美キャラクターシール」今井印刷 －ステッカー用イラスト（2012年11月）
- 『ヒカルものたち／渡辺麻友』Sony Music Records －限定版特典用イラスト（2012年11月）
- 『MdN』2013年1月号／MdN －作品掲載（2012年12月）
- 『MAYU画集』EXIT TUNES －画集用イラスト（2012年12月）

### デザイン
- 「音」project百化 －webサイト（2011年2月）
- 『ネット絵学』 －執筆・企画監修（2012年5月）
- 『不思議のコハナサイチ』ピノキオP －ロゴデザイン（2012年5月）
- 『Obscure Questions／ピノキオP feat.初音ミク』EXIT TUNES －ロゴデザイン（2012年7月）
- 『EXIT TUNES PRESENTS Vocaloconnection feat. 初音ミク』EXIT TUNES －店舗特典グッズデザイン（2012年8月）
- 『Story Of Hope／ゆよゆっぺ+巡音ルカ&初音ミク』yamaha music communications －パッケージデザイン（2012年9月）

### イベント
- GEISAI#12 －出展（2009年3月）
- Birthカフェ（講談社Birth） －ライブペイント（2009年10月）
- 世界と遊ぶ！展（KAI-YOU・pixiv Zingaro） －イラスト展示（2011年8月）
- 百化展（pixiv Zingaro） －企画・出展（2011年11月）
- お絵描き掲示板のインターネット・リアリティ（NTTインターコミュニケーション・センター） －トークイベント出演（2012年2月）
- 「A Nightmare Is A Dream Come True: Anime Expressionist Painting」展 －トークイベント出演（2012年5月）
- KAI-YOU presents「Re:Recode」 －トークイベント出演（2012年5月）
- Recode 2nd Exhibition「Image recording」 －イラスト展示（2012年11月）
- 「IMAGE / LICENSE / ORIGINAL」Creative Commons Japan／2.5D／Recode －トークイベント出演（2012年12月）